# Grabkomplex des Qalawun

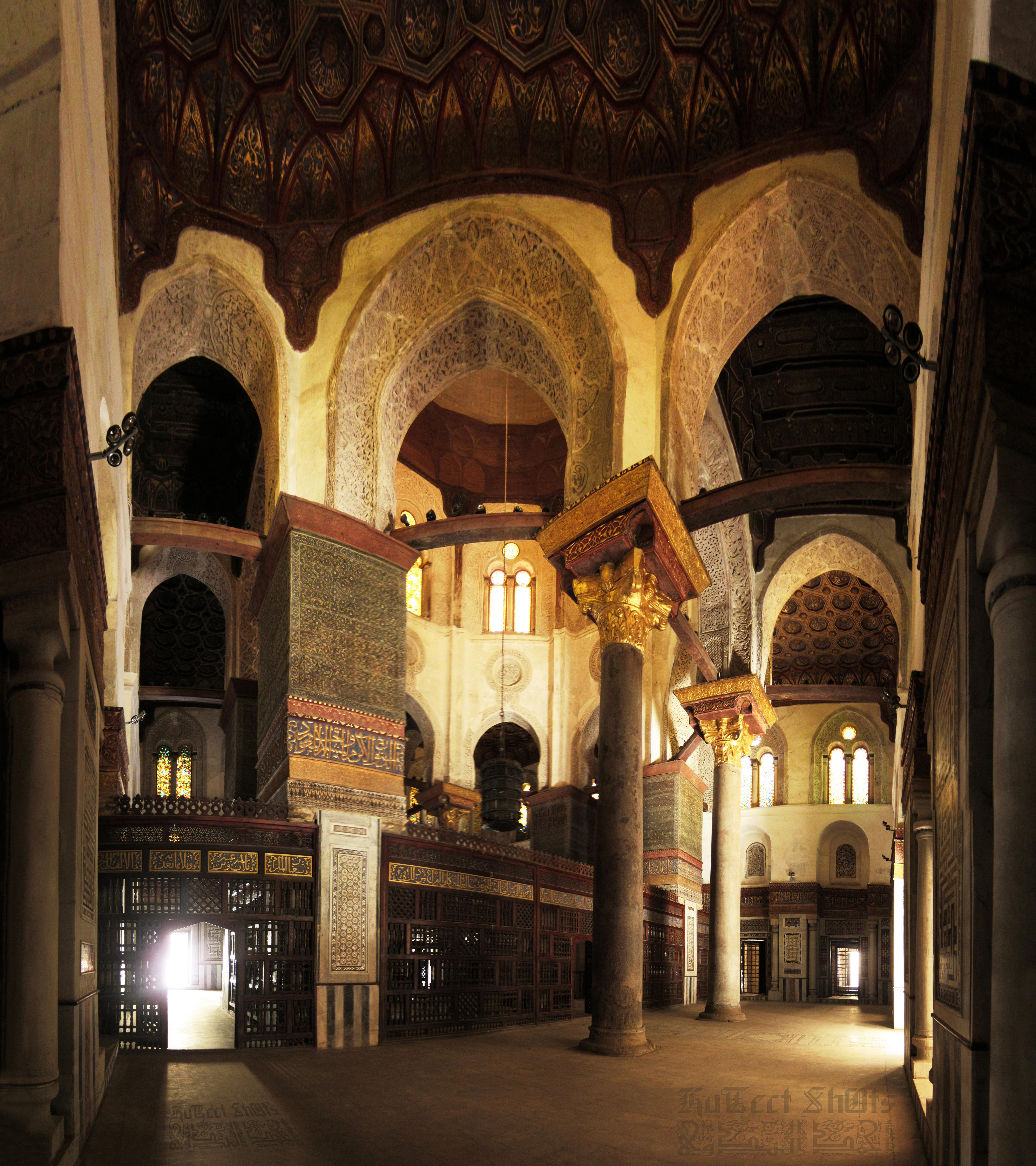
Innenraum im Grabkomplex al-Mansur Qalawuns

Der Grabkomplex al-Mansur Qalawuns steht in Kairo und gilt als herausragendes Werk mittelalterlicher Kunst in Ägypten. Er besteht aus dem eigentlichen Mausoleum, einer Madrasa und einem Hospital. Der Erbauer war Saif ad-Din Qalawun al-Alfi al-Mansur, der Sultan der Mamelucken in Ägypten von 1279 bis 1290.
Der Bau soll innerhalb von nur 13 Monaten errichtet worden sein. Nach einer Inschrift am Eingang datiert der Komplex in die Jahre 1284 und 1285. Das Hospital war der erste Teil, der errichtet wurde, es folgten das Mausoleum und die Madrasa. 
Das Mausoleum liegt im Norden der Anlage. Es ist 21 × 23 Meter groß und besteht aus einer Pfeilerhalle, die von einer Kuppel gekrönt wird. Im Norden davon befand sich ein Minarett. Der Eingang lag im Westen und führte über einen Hof mit Portici in den eigentlichen Hauptsaal. Dieser ist reich mit bemaltem Holz, Marmor, Stuck und Marmormosaiken dekoriert. Der Mihrab gehört zu den größten in Ägypten. 
Die Madrasa steht südlich von dem Mausoleum. Sie hat einen offenen Hof und zwei Iwane. Hier wurde Fiqh entsprechend den vier sunnitischen Lehrrichtungen, Hadith und Koranexegese gelehrt.
Das Hospital schließt sich im Westen an. Es besteht aus einem großen Hof mit einem Brunnen. Es gab zwei Bäder und zahlreiche kleine Zimmer, in denen die Patienten untergebracht waren. Das Hospital ist heute nur noch als Ruine erhalten.

## Belege
1. ↑  Jonathan Berkey: The Transmission of Knowledge in Medieval Cairo. A Social History of Islamic Education. New Jersey 1989. S. 48.

Koordinaten: 30° 2′ 58,3″ N, 31° 15′ 39,5″ O